# Syrrhopodon chenii
Syrrhopodon chenii là một loài rêu trong họ Calymperaceae. Loài này được W.D. Reese & P.J. Lin mô tả khoa học đầu tiên năm 1989.